# Lars Winnerbäck
Lars Mattias Winnerbäck (nascut el 19 d'octubre de 1975), és un cantant i escriptor de cançons suec. Nasqué a Estocolm, però passà la seva joventut a Linköping. Es mudà de nou a Estocolm l'any 1996, any en què sortí a la venda el seu primer treball, Dans med svåra steg. Avui en dia és un dels artites més populars de Suècia.
La influència d'artistes com Carl Michael Bellman, Evert Taube, Bob Dylan, Ulf Lundell i Cornelis Vreeswijk es reflecteix en el fet que Winnerbäck canta exclusivament en suec, amb lletres que parlen principalment sobre la superficialitat, els prejudicis de la societat i la hipocresia de la religió, així com de romanços, relacions i angoixa. Algunes cançons expliquen la diferència entre viure a la ciutat mitjana de Linköping o a la metròpolis d'Estocolm.

## Discografia

### Àlbums d'estudi
- Dans med svåra steg (1996)
- Rusningstrafik (1997)
- Med solen i ögonen (1998)
- Kom (1999)
- Singel (2001)
- Söndermarken (2003)
- Vatten under broarna (2004)
- Daugava (2007)
- Tänk om jag ångrar mig, och sen ångrar mig igen (2009)
- Hosianna (2013)
- Granit och morän (2016)
- Eldtuppen (2019)
- Själ och hjärta (2022)
- Neutronstjärnan (2023)

### Recopilacions i àlbums de directes
- Bland skurkar, helgon och vanligt folk (1999)
- ...Live för dig! (2001)
- Stackars hela Sverige: Bränt krut vol. 1 (2005)
- Bränt krut vol. 2 (2005)
- Efter nattens bränder (2006)
- Vi var där blixten hittade ner - Bränt krut vol. 3 (2008)
- Over Grensen - De Beste 1996-2009 (2009)

### DVD
- Live i Linköping (Directe)
- Solen i Ögonen (Documental)

## Premis
- 1999
  - Grammis - Millor escriptor de cançons
- 2001
  - Grammis - Millor Artista Pop/Rock Masculí
- 2004
  - Rockbjörn - Millor artista Masculí
  - Grammis - Millor àlbum de Rock (solo)
  - Grammis - Millor escriptor de cançons
- 2005
  - P3 Guldmicken - Millor actuació en directe
- 2006
  - P3 Guldmicken - Millor actuació en directe
  - STIMs platinagitarr
  - Rockbjörn - Millor artista Masculí
- 2007
  - Grammis - Cançó de l'any, "Om du lämnade mig nu"
  - P3 Guld - Millor artista Masculí
  - Rockbjörn - Millor artista Masculí
  - Rockbjörn - Cançó de l'any, "Om du lämnade mig nu"
- 2009
  - Evert Taube-stipendiet
- 2010
  - Grammis - Millor artista
  - Grammis - Millor artista Masculí
  - P3 Guld - Millor artista
  - P3 Guldmicken - Millor actuació en directe